# Aimé-Charles-Zacharie-Élisabeth de Gontaut-Biron
Pour les autres membres de la famille, voir Famille de Gontaut.
Aimé-Charles-Zacharie-Élisabeth, comte de Gontaut-Biron (Paris, 5 novembre 1776 - Paris, 14 février 1840), est un militaire et homme politique français.

## Biographie
Fils de Jean-Armand-Henri-Alexandre de Gontaut-Biron (1746-1826), lieutenant-général des armées du roi, et de Marie Joséphine de Palerne, il est le frère d'Armand de Gontaut Biron (1771-1851), pair de France héréditaire.   
Comme son père, il suit la carrière des armes. Colonel de cavalerie et chambellan de Napoléon Ier, il est fait, le 6 octobre 1810, comte de l'Empire.  
Rallié à la Restauration, il est fait en 1814 major des gendarmes de la garde du roi, et suit le Roi Louis XVIII à Gand pendant les Cent-Jours. 
A la seconde Restauration, il est fait chevalier de la Légion d'honneur. 
Président du collège électoral de l'Orne, il est élu député de ce département, le 16 mai 1822 et siège avec la majorité ministérielle. 
Gontaut-Biron se fait peu remarquer à la Chambre et obtient sa réélection, le 6 mars 1824, jusqu'en 1827, où il est battu.
Il redevient député le 3 juillet 1830, élu par le collège électoral du département du Gers, et rentre finalement dans la vie privée en 1831.

### Mariage et descendance
Aimé Charles de Gontaut Biron épouse à Paris les 5 et 24 novembre 1812, Adélaïde de Rohan-Chabot (Bruxelles, 24 septembre 1793 - Paris, 24 février 1869), fille d'Alexandre-Louis-Auguste de Rohan-Chabot, 7e duc de Rohan, pair de France, lieutenant-général des armées du Roi, et d'Anne Louise Elisabeth de Montmorency. Sous la Restauration, elle est dame pour accompagner Madame la duchesse de Berry. Cinq enfants sont issus de ce mariage :
- Henri de Gontaut-Biron, marquis de Gontaut, marquis de Saint Blancard, page du Roi Charles X, il restaura à deux reprises son château de Saint Blancard (Paris, 10 septembre 1813 -  Paris 7e, 29 août 1897). Marié à Paris en 1837 avec la princesse Félicie de Bauffremont-Courtenay (1820-1912), fille du prince Théodore de Bauffremont-Courtenay et d'Anne Elisabeth Laurence de Montmorency. Dont postérité. Ils eurent notamment pour petit-fils l'historien Roger de Gontaut Biron ;
- Roger de Gontaut Biron, comte de Gontaut-Biron (Paris, 15 janvier 1815 - Saint Jean du Cardonnay, 26 novembre 1877), marié en 1851 avec Amélie Louise Léontine Berton des Balbes de Crillon, veuve du prince Jules de Clermont Tonnerre, (1819-1867), fille de Louis Félix Prosper Berton des Balbes de Crillon, marquis de Crillon, pair de France, et de Caroline d'Herbouville. Sans postérité ;

- Élie de Gontaut-Biron. vicomte de Gontaut-Biron, maire de Navailles-Angos, conseiller-général du canton de Morlaas, député des Basses-Pyrénées, ambassadeur de France à Berlin (1872-1877), sénateur des Basses-Pyrénées, grand-croix de la Légion d'honneur (Paris, 9 septembre 1817 - Paris 3 juin 1890), marié en 1841 avec Augustine Henriette Mathilde Radegonde de Lespinay (1823-1867), fille de Louis Armand de L'Espinay, maréchal de camp, conseiller général, et d'Hermine Cordon de Montguyon, sa première épouse. Dont postérité ;
- Charles Henri de Gontaut Biron (8 septembre 1822 - 1822) ;
- Auguste de Gontaut Biron, officier aux chasseurs d'Afrique (Pau, 2 avril 1833 - Paris, 24 janvier 1894), marié en 1863 avec Marguerite Louise Amys du Ponceau (1840-1864), dont une fille[1].

### Sources
- « Aimé-Charles-Zacharie-Élisabeth de Gontaut-Biron », dans Adolphe Robert et Gaston Cougny, Dictionnaire des parlementaires français, Edgar Bourloton, 1889-1891 [détail de l’édition]